# Игор Корман
Игор Корман (на румънски: Igor Corman) е молдовски политик, депутат от Демократическата партия на Молдова. Председател е на парламента на Република Молдова от 30 май 2013) до 28 декември 2014 г. и заместник-председател на Демократическата партия на Молдова.
Владее руски, немски и английски език.

## Биография
Роден е на 17 декември 1969 в село Чулукани, Теленещки район, Молдавска ССР, СССР. Учи и завършва Историческия факултет в Държавния университет на Молдова (1986 – 1990) и Историческия факултет в Яшкия университет (1990 – 1992). Получава научната степен доктор по история през 1996 година.
Работи в Министерството на външните работи на Република Молдова, с дипломатически ранг първи секретар, в Политически отдел „Анализ и планиране“ (1995 – 1997). В периода от 1997 до 2001 година е първи секретар, отговарящ за политическите въпроси в Посолството на Република Молдова в Германия.
В периода от 2001 до 2003 година е директор на Главна дирекция „Европа и Северна Америка“ в Министерството на външните работи на Република Молдова. В периода от 2004 до 2009 година е посланик на Молдова в Германия.
През 2009 година става депутат от Демократическата партия на Молдова, като е председател на комисията по външна политика и европейска интеграция.

## Отличия
- 2006 – медал „Граждански заслуги“ от президента на Молдова
- 2009 – орден „Федерален кръст за заслуги“ от федералния президент на Германия